# Кападиа, Паял
Па́ял Капа́диа (англ. Payal Kapadia, хинди पायल कपाड़िया; род. 4 января 1986, Бомбей, Индия) — индийская кинематографистка, режиссёр игрового и документального кино, сценаристка. Обладательница Гран-при Каннского кинофестиваля и номинантка на премию «Золотой глобус» в категории «Лучшая режиссура» за фильм «Всё, что нам кажется светом» (2024).

## Биография
Паял Кападиа родилась в 1986 году в Бомбее (ныне — Мумбаи) в семье видеохудожницы Налини Малани и психоаналитика Шайлеша Кападиа. В подростковом возрасте, будучи ученицей «Риши Вэлли», частной школы-интерната в штате Андхра-Прадеш, она вступила в школьный киноклуб, где познакомилась с работами таких режиссёров, как Вернер Херцог, Андрей Тарковский, Ритвик Гхатак и Сатьяджит Рай. После школы Кападиа окончила экономический факультет католического мумбайского колледжа Святого Ксаверия, затем — одногодичную магистратуру по медиакоммуникациям в Софийском женском колледже. На протяжении пяти лет она работала в Мумбаи в рекламной сфере, а также была ассистенткой видеохудожника. 
В 2012 году со второй попытки ей удалось поступить на режиссёрское отделение престижного Института кино и телевидения в Пуне, куда она мечтала попасть ещё со школьных лет. Её первыми работами в кино стали короткометражные фильмы Watermelon, Fish and Half Ghost (2014) и «Последнее манго перед муссоном» (The Last Mango Before the Monsoon, 2015). В 2015 году Кападиа возглавила 139-дневный протест против назначения на пост ректора института политика и бывшего актёра Гажендры Чухана, за что впоследствии была лишена стипендии и возможности поучаствовать в программе международного обмена. На выпускном курсе она написала и поставила 13-минутную ленту «Вечерние облака» (Afternoon Clouds), которая вошла в программу Каннского кинофестиваля Cinefondation, став единственным индийским фильмом, представленном в Каннах в 2017 году. 
В 2021 году вышла её первая полнометражная картина «Ночь незнания», рассказывающая о студенческих протестах против националистической политики индийского премьер-министра Нарендры Моди. В числе прочего лента была удостоена приза «Золотой глаз» за лучший документальный фильм на 74-м Каннском кинофестивале. Одновременно с «Ночью незнания», после окончания Института кино и телевидения в 2018 году, Кападиа начала работать над своим первым художественным полнометражным фильмом. Им стала картина «Всё, что нам кажется светом» (2024), сюжет которой вращается вокруг дружбы между тремя жительницами Мумбаи. Фильм получил высокую оценку критиков и множество наград и номинаций, в том числе принёс Паял Кападиа Гран-при Каннского кинофестиваля и выдвижение на премию «Золотой глобус» за лучшую режиссуру.

## Фильмография
| Год  |     | Русское название               | Оригинальное название             | Участие                         |
| ---- | --- | ------------------------------ | --------------------------------- | ------------------------------- |
| 2014 | кор | —                              | Watermelon, Fish and Half Ghost   | режиссёр, сценаристка           |
| 2015 | кор | Последнее манго перед муссоном | The Last Mango Before the Monsoon | режиссёр, сценаристка, монтажёр |
| 2017 | кор | Вечерние облака                | Afternoon Clouds                  | режиссёр, сценаристка           |
| 2018 | док | О чём говорит лето             | And What is the Summer Saying     | режиссёр, сценаристка           |
| 2021 | док | Ночь незнания                  | A Night of Knowing Nothing        | режиссёр, сценаристка           |
| 2024 | ф   | Всё, что нам кажется светом    | All We Imagine as Light           | режиссёр, сценаристка           |

## Награды и номинации
| Фильм                         | Год  | Фестиваль / Премия                                     | Категория                            | Результат | Прим.         |
| ----------------------------- | ---- | ------------------------------------------------------ | ------------------------------------ | --------- | ------------- |
| «Ночь незнания»               | 2021 | Каннский кинофестиваль                                 | «Золотая камера»                     | Номинация | [ 11 ]        |
| «Ночь незнания»               | 2021 | Каннский кинофестиваль                                 | «Золотой глаз»                       | Победа    | [ 12 ]        |
| «Ночь незнания»               | 2021 | Кинофестиваль в Торонто                                | «Усиление голоса»                    | Победа    | [ 13 ]        |
| «Ночь незнания»               | 2021 | Азиатско-Тихоокеанская кинопремия                      | Лучший полнометражный фильм          | Номинация | [ 14 ]        |
| «Ночь незнания»               | 2023 | Cinema Eye Honors                                      | Выдающийся неигровой фильм           | Номинация | [ 15 ]        |
| «Ночь незнания»               | 2023 | Cinema Eye Honors                                      | Выдающаяся режиссура                 | Номинация | [ 15 ]        |
| «Ночь незнания»               | 2023 | Cinema Eye Honors                                      | Выдающийся дебют                     | Номинация | [ 15 ]        |
| «Ночь незнания»               | 2023 | Международный фестиваль документального кино в Ямагате | Гран-при                             | Победа    | [ 16 ]        |
| «Всё, что нам кажется светом» | 2024 | Cahiers du cinéma                                      | 10 лучших фильмов года               | 5-е место | [ 17 ]        |
| «Всё, что нам кажется светом» | 2024 | Каннский кинофестиваль                                 | «Золотая пальмовая ветвь»            | Номинация | [ 8 ]         |
| «Всё, что нам кажется светом» | 2024 | Каннский кинофестиваль                                 | Гран-при                             | Победа    | [ 8 ]         |
| «Всё, что нам кажется светом» | 2024 | Международный кинофестиваль в Чикаго                   | «Серебряный Хьюго» — приз жюри       | Победа    | [ 18 ]        |
| «Всё, что нам кажется светом» | 2024 | Азиатско-Тихоокеанская кинопремия                      | Главный приз жюри                    | Победа    | [ 19 ] [ 20 ] |
| «Всё, что нам кажется светом» | 2024 | Азиатско-Тихоокеанская кинопремия                      | Лучший фильм                         | Номинация | [ 19 ] [ 20 ] |
| «Всё, что нам кажется светом» | 2024 | Азиатско-Тихоокеанская кинопремия                      | Лучшая режиссура                     | Номинация | [ 19 ] [ 20 ] |
| «Всё, что нам кажется светом» | 2024 | Азиатско-Тихоокеанская кинопремия                      | Лучший сценарий                      | Номинация | [ 19 ] [ 20 ] |
| «Всё, что нам кажется светом» | 2024 | Сообщество кинокритиков Нью-Йорка                      | Лучший зарубежный фильм              | Победа    | [ 21 ]        |
| «Всё, что нам кажется светом» | 2024 | Премия британского независимого кино                   | Лучший иностранный независимый фильм | Номинация | [ 22 ]        |
| «Всё, что нам кажется светом» | 2025 | Национальное общество кинокритиков США                 | Лучшая режиссура                     | Победа    | [ 23 ]        |
| «Всё, что нам кажется светом» | 2025 | Национальное общество кинокритиков США                 | Лучший фильм на иностранном языке    | Победа    | [ 23 ]        |
| «Всё, что нам кажется светом» | 2025 | «Золотой глобус»                                       | Лучшая режиссура                     | Номинация | [ 24 ]        |
| «Всё, что нам кажется светом» | 2025 | Премия Гильдии режиссёров Америки                      | Лучшая режиссура — Дебютный фильм    | Номинация | [ 25 ]        |
| «Всё, что нам кажется светом» | 2025 | BAFTA                                                  | Лучший неанглоязычный фильм          | Номинация | [ 26 ]        |